# Аллахвердієв Рагім Кязим-огли
Рагім Кязим-огли Аллахверд́ієв (нар. 15 грудня 1907, Артиз — пом. 5 січня 1976, Баку) — радянський вчений в галузі біології винограду. Доктор біологічних наук (з 1965 року), професор (з 1967 року).

## Біографія
Народився 15 грудня 1907 року в селі Артизі (нині Вірменія). У 1932 році закінчив Азербайджанський сільськогосподарський інститут. Член ВКП (б) з 1939 року. У 1941-1951 роках знаходився на керівній роботі в партійних і радянських органах. 1949 року закінчив ВПШ при ЦК КПРС. З 1961 року завідувач відділом виноградарства Азербарджанського сільськогосподарського інституту.
Обирався депутатом Верховної Ради Вірменської РСР 2-го скликання. Нагороджений орденом «Знак Пошани».
Помер у Баку 5 січня 1976 року.

## Наукова діяльність
Під керівництвом вченого розроблені заходи по спеціалізації виноградно-виноробного виробництва і порайонно стандартний сортимент винограду в Азербайджані. Він вивчив і виявив можливість просування богарного виноградарства в нові гірські райони Великого і Малого Кавказу, Талиша. Автор понад 100 наукових робіт. Під керівництвом і при співавторстві вченого складена «Ампелографія Азербайджанської РСР» (Баку, 1973). Серед робіт:
- Виноградарство и виноделие Азербайджана. — Єреван, 1960;
- Сортовой состав и стандартный сортимент Азербайджанской ССР. — Баку, 1962.